# Smith Tower
Smith Tower – najstarszy wieżowiec w Seattle. Budowa 149-metrowego budynku rozpoczęła się w roku 1910. Po ukończeniu budowy w roku 1914 budynek był czwartym co do wielkości drapaczem chmur na świecie. W latach 1914–1962 był najwyższym budynkiem na Zachodnim Wybrzeżu USA.
W roku 1974 budynek został kupiony przez Ivara Haglunda za 1,8 mln dolarów. W 1996 r. budynek został nabyty przez Samis Foundation, a w 2006 przeszedł w posiadanie Walton Street Capital.
Budynek dwukrotnie przechodził renowację, w roku 1986 i 1999.